# کیسی کالورت
کیسی کالورت (انگلیسی: Casey Calvert؛ (زاده ۱۷ مارس ۱۹۹۰) بازیگر پورنوگرافی اهل ایالات متحده آمریکا است.

## زندگی
کالورت در شهر بالتیمور از ایالت مریلند متولد شد و در شهر گینزویل، فلوریدا و در یک خانواده یهودی محافظه کار رشد کرد.
او فارغ‌التحصیل رشته علوم ارتباطات از دانشگاه فلوریدا است.
او به عنوان یک مدل فتیش در سال ۲۰۱۲ وارد صنعت پورنوگرافی شد.